# Rubí Tsanda Huerta
Rubí Celia Huerta Norberto, más conocida como Rubí Tsanda Huerta (Santo Tomás, Municipio de Chilchota, Michoacán,1986) es una escritora, historiadora, traductora, intérprete y docente purépecha mexicana. Obtuvo un galardón por el Gobierno del Estado de Michoacán por su aporte en la preservación de saberes ancestrales en la poesía. 

## Biografía
En 2024 apareció en un billete de la Lotería Nacional que la institución emitió para reconocer a escritoras indígenas.  En 2025 presentó un recital y taller de poesía purépecha en el Observatorio del Instituto Cervantes en Harvard y participó en el Recital de Poesía en Lenguas Indígenas en el Palacio de Bellas Artes en Ciudad de México en donde dio lectura a sus poemas Tsanda/Rayo de Sol, Pínantikua/El silencio y Juchiti Uantákua Ch'piristi/Mi lengua es fuego. 
Estudió historia en la Universidad de Guadalajara y fue profesora en la Universidad Michoacana de San Nicolás de Hidalgo; además forma parte de la Academia de la Lengua Purépecha de la misma institución.  Su incidencia se ha enfocado en visibilizar su lengua desde una perspectiva de género, desde las maternidades, el matrimonio y su ascendencia. 

## Publicaciones
Libros
- 2017. Náandi pireku ma cheti sapiini / Cantos de una mamá purépecha a su hija (o). Edición en libro y CD. México, Nauyaka Ediciones.
- 2017. Uandákuecha enka tsïuantajka / Palabras que brotan. Secretaría de Cultura de Michoacán.
- 2014. K’arhánkuntskuecha/ Delirios. México, Nauyaka Ediciones. [7]

Antologías
- 2021. Kústakua: música y poesía p’urhépecha. México, Instituto Nacional de los Pueblos Indígenas
- 2019. Originaria. Antología de once mujeres poetas en lenguas indígenas. Michoacán, Fondo Nacional para la Cultura y las Artes

Revistas
- 2020. Poemas “Del venero profundo: Palabras que brotan de Rubí Tsanda Huerta”, compilación de Raúl Eduardo González, en Witral.net, 22 de enero
- 2019. Poema: “Uandákua tsïuaxati” en Culturas Populares Indígenas
- 2018. Entrevista y poemas: “Las letras son semillas: Rubí Tsanda Huerta” en La Jornada Zacatecas, 17 de diciembre
- s/f. Poema: “Tsïntani / Resurgir” en la Biblioteca de México. [8]

Traducciones
En el año 2024 la Universidad Nacional Autónoma de México y el Instituto Cervantes publicaron una traducción a veintisiete lenguas originarias latinoamericanas, donde la traducción a purépecha de Grito hacia Roma de García Lorca estuvo a cargo de Rubí Tsanda Huerta. 

## Reconocimientos
Galardonada por el Gobierno del Estado de Michoacán dentro de la K'uinchekua por su aporte en la preservación de saberes ancestrales en la poesía. 
En el 2024  la Lotería Nacional develó una serie de billetes para reconocer a personas escritoras indígenas y poetas de distintas lenguas que se hablan en México como el tu’un savi, el tsotsil y el purépecha, lengua madre de Rubí Tsanda Huerta. 